# William Quantrill
Pour les articles homonymes, voir Quantrill.
William Clarke Quantrill, né le 31 juillet 1837 à Dover (Ohio) et mort le 6 juin 1865 à Louisville (Kentucky), est un hors-la-loi américain, chef de l'unité de combat de la guerre de Sécession responsable des plus importantes tueries visant délibérément des civils, en particulier le massacre de Lawrence, au Kansas.

## Origines
Le 31 juillet 1837, William Quantrill naît à Dover (Ohio), fils de Thomas Henry Quantrill et de Caroline Clark. Son père étant maître d'école, cela lui donne accès à la culture, et lui permet de devenir professeur. Il enseigne à Dover, puis en Illinois et en Indiana. 
En 1858, il s'installe en Utah où il apprend le métier de joueur professionnel, beaucoup plus lucratif pour lui que celui d'enseignant. 
En 1859, il déménage à Lawrence dans le Kansas, où il exerce tour à tour les métiers de maître d'école, joueur professionnel, puis cuisinier pour une compagnie de chemin de fer. Son habileté aux armes et son caractère rebelle en font vite un délinquant. 
Au printemps 1861, il doit se réfugier au Missouri, car il est poursuivi pour meurtre et vol de chevaux. 
Il fait tuer cinq militants abolitionnistes dans une embuscade et regagne ensuite le Kansas.

## Le guérillero
En avril 1861 débute la guerre de Sécession. Quantrill se joint d'abord à l'armée confédérée, obtient le grade de capitaine et participe à quelques combats, mais son aversion pour la discipline militaire et son esprit d'indépendance lui font vite abandonner cette carrière.
Il se joint ensuite à une bande de partisans esclavagistes, s'impose à eux comme chef et les emmène vers le nord, vers le comté de Jackson dans l'État du Missouri. Ce sont les débuts des méfaits du gang Quantrill, qui sème la terreur dans la région pendant le restant de la guerre civile. Son terrain de prédilection est le Kansas voisin, État abolitionniste où les frictions à la frontière sont fréquentes depuis l'acte Kansas-Nebraska de 1854. 
Au cours des mois qui suivent, le gang Quantrill recrute une petite armée de tueurs : l'un de ses officiers, William T. Anderson (dit Bloody Bill) adore attacher les scalps de ses victimes à sa selle. D'autres fermiers du Missouri recrutés dans ce groupe deviennent le gang criminel James-Younger après la guerre. 
En avril 1862, la renommée du gang Quantrill est à ce point fameuse que le général James Totten, commandant nordiste du Missouri, promulgue l'Ordre no 47, les déclarant officiellement hors-la-loi.
Le gang Quantrill effectue une série de raids à la frontière du Kansas et du Missouri, volant tout ce qui possédait de la valeur et abattant systématiquement les prisonniers.

## Le massacre de Lawrence
Thomas Ewing, commandant des forces de l'Union au Kansas, décidé à faire cesser les raids du gang Quantrill dans l'État, fait arrêter à Kansas City les épouses et les sœurs de plusieurs hommes de la bande, soupçonnées de les aider et de les approvisionner. 
Le 14 août 1863, le bâtiment où elles sont détenues s'effondre, faisant cinq victimes. Quantrill, alors décidé à se venger, rassemble 450 hommes, qu'il dirige vers Lawrence, ville qu'il déteste : on a voulu l'y pendre en 1861. Parmi ces hors-la-loi se retrouvent quelques hommes de sa bande, tels que Frank James, Cole Younger et Jim Younger. Dans la nuit du 20 au 21 août, ils pénètrent dans la cité, tuent 182 hommes et brûlent 185 bâtiments, avant de retourner triomphalement vers le Missouri. En arrivant à Lawrence, Quantrill établit une liste de personnes à abattre : toutes le furent à l'exception du sénateur Jim Lane qui, à la tête d'une bande de guérilleros unionistes, avait effectué des raids dévastateurs au Missouri. Lane entendit les chevaux à temps et se cacha dans un champ de maïs en chemise de nuit jusqu'à ce que les troupes de Quantrill s'en aillent.
À la suite de ce massacre, le général Ewing émet l'Ordre no 11 (ou Loi no 11), faisant évacuer les civils des quatre comtés du Missouri qui bordent le Kansas. Dix mille personnes sont alors chassées de leurs terres, faisant pour longtemps un désert de ce territoire.

## La traque
Traquée au Kansas et au Missouri, la bande de Quantrill se réfugie au Texas.
Le 25 décembre 1863, la bande de Quantrill met la ville de Sherman à feu et à sang, malgré le fait que le Texas soit territoire confédéré. Bill Anderson conteste son autorité et retourne vers le Missouri avec cinquante hommes, dont Frank James et les frères Younger.
En mars 1864, le général Henry MacCulloch parvient à capturer Quantrill, mais celui-ci profite d'un moment d'inattention de ses geôliers pour leur fausser compagnie. Poursuivi, il est sauvé par l'arrivée de sa bande, commandée par son nouveau second, George Todd. Lui aussi se met bientôt à contester son autorité, et se sépare de lui en emmenant une bonne partie de son gang. Quand il repart pour le Missouri, Quantrill n'a plus avec lui qu'une douzaine d'hommes. 
Au début de 1865, Quantrill et ses hommes se dirigent par petites étapes vers l'est avec l'intention probable d'assassiner le président Abraham Lincoln. 
En avril 1865, ils sont au Kentucky, réfugiés chez le juge Johnathan Davis, où ils apprennent la mort du président Abraham Lincoln.
Le 10 mai 1865, ils sont surpris dans une ferme à une cinquantaine de kilomètres de Louisville. La plupart d'entre eux réussissent à fuir, mais Quantrill, blessé d'une balle à la colonne vertébrale, est fait prisonnier. Paralysé, il est emprisonné à Louisville.
Le 6 juin 1865, Quantrill meurt à Louisville.
Quantrill laisse en héritage une bonne partie de sa fortune illégale à sa maîtresse Kate King. Celle-ci profite de cet héritage pour ouvrir une maison close, devenant ainsi une des personnalités les plus notoires des quartiers mal famés de Saint-Louis (Missouri).
Quantrill reste un personnage controversé, tantôt idéalisé pour l'efficacité de ses actions de guerillero, tantôt décrié pour les crimes commis sur des civils alors que sa mission était de détruire des unités nordistes et leur matériel en dehors des conventions classiques de la guerre.

## Apparitions dans les médias

### Bandes dessinées
- Quantrill est le titre du 36e album de la série de bande dessinée Les Tuniques bleues, où la trame principale de l'histoire est la traque de William Quantrill et de sa bande par l’armée de l'Union, en raison de ses nombreux pillages. L'album démarre par le massacre de Lawrence.
- Quantrill et sa bande sont également le sujet de plusieurs albums de bande dessinées de la série La Jeunesse de Blueberry, notamment Les Démons du Missouri et Terreur sur le Kansas.

### Serie
- La petite maison dans la prairie : Quantrill et la guerre civile sont le sujet principale de l'épisode 8,Saison 4

### Films
- L'Escadron noir (Dark Command, 1940) : film de Raoul Walsh avec John Wayne, Claire Trevor et Walter Pidgeon dans le rôle de William Quantrill. Inspiré d'un fait réel qui s'est déroulé pendant la guerre de Sécession, ce western raconte l'épopée d'un instituteur, William Quantrill qui, déçu de n'avoir pas été élu shérif, devient hors-la-loi et attaque la ville de Lawrence au Kansas.
- Kansas en feu (Kansas raiders, 1950) : film de Ray Enright avec Audie Murphy, Brian Donlevy dans le rôle de Quantrill, Marguerite Chapman, Tony Curtis, Scott Brady, James Best et Richard Arlen.
- Montagne rouge (Red mountain, 1951) : film de William Dieterle où Alan Ladd incarne un officier confédéré qui va rejoindre, et en sera déçu, la bande de Quantrill joué par John Ireland.
- Les Pillards du Kansas (Quantrill's raiders, 1958) : film de Edward Bernds qui se concentre sur le raid de Lawrence. Leo Gordon joue Quantrill.
- Représailles en Arizona (Arizona raiders, 1965) : film de William Witney avec Audie Murphy, Boyd 'Red' Morgan, Fred Graham dans le rôle de Quantrill, Ben Cooper, Gloria Talbott, Buster Crabb, Ben Cooper et Ray Stricklyn.
- Josey Wales hors-la-loi (The Outlaw Josey Wales, 1976) : film de Clint Eastwood (qui joue aussi le rôle du personnage éponyme). Pendant la guerre de Sécession, un pacifique fermier du Missouri, qui voit sa famille assassinée par une bande de guérilleros de l'Union, décide de se venger et pour cela rejoint une bande d'irréguliers de la Confédération.
- Chevauchée avec le diable (Ride with the devil, 2001) : film réalisé par Ang Lee, avec Skeet Ulrich et Tobey Maguire. Le film raconte le destin de jeunes hommes du Missouri qui, emportés par la guerre civile, vont devenir des bushwhackers et finalement intégrer les hordes de Quantrill qui s'abattront sur la ville de Lawrence.